# Martin Rosenius

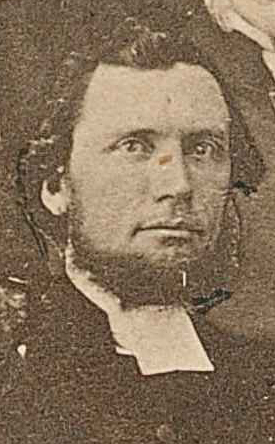
Martin Rosenius

Martin Gabriel Rosenius (* 20. Juli 1825 in Nederkalix; † 16. April 1901 in Lund) war ein schwedischer evangelisch-lutherischer Theologe.

## Leben
Rosenius wurde als eines von sieben Kindern des Pfarrers Anders Rosenius geboren. Einer seiner Brüder war der Laienprediger Carl Olof Rosenius. Rosenius begann 1845 sein Studium in Uppsala, wo er mit einer Arbeit über die gnomische Poesie des Orients 1854 den Magistergrad der Philosophie erwarb. 1856 wurde er Dozent für alttestamentliche Exegese. 1860 wechselte er in den Schuldienst an die Höhere Grundschule in Göteborg. 1867 ging er an die Universität Lund und wurde dort zunächst Assistenzprofessor, 1882 außerordentlicher Professor für biblische Exegese.
Rosenius war ein Vertreter einer konservativen „biblizistischen“ Theologie und setzte sich kritisch mit Schleiermacher und von Hofmann auseinander. Er publizierte aber nicht nur in seinem Fachgebiet der alttestamentlichen Exegese, sondern auch Schriften über weitere theologischen Themen. Von Bedeutung waren seine Arbeit über die Lehre der Apostolischen Väter zur Gottheit Christi (1863), seine Biblische Einleitung (1872) und sein Kommentar über das Buch Micha (1876). In seiner Seelsorgelehre entfaltete er diese als Anleitung zur Ausübung der Vollmacht, Sünden zu lösen und zu behalten, womit er die Beichte in das Zentrum der Seelsorge stellte.
Sein Sohn war der Arzt, Ornithologe, Tierfotograf und Schriftsteller Paul Rosenius.

## Schriften (Auswahl)
- De charismatibus Spiritus Sancti, Diss., Uppsala 1857
- De Apostoliska Fädernas lära om Christi gudom, Uppsala 1863
- Gamla Testamentets försoningslära jemförd med Schleiermachers och v. Hofmanns: bidrag till exegetikens historia, Göteborg 1866
- Inledningsvetenskapen till den heliga skrift, Lund 1872
- Die Bedeutung der Seelsorge und ihre damit gegebene Begrenzung, Stockholm 1880
- Marci evangelium med förklaringar, Stockholm 1901